# 三宅総堅
三宅 総堅（みやけ ふさかた）は、戦国時代から安土桃山時代にかけての武将。能登畠山氏の家臣。

## 略歴
畠山義総・義続・義綱の3代に仕えた。天文23年（1553年）12月の温井総貞と遊佐続光の七人衆体制における主導権抗争では、温井方に属して勝利した。また、永禄4年（1561年）正月には温井一党の叛乱を鎮圧した義綱に従い、その近臣として長続連の饗宴に列席している（『長家伝書』）。
永禄9年（1566年）には能登を追われて近江に出奔した義綱に追従した。同11年の義綱による能登入国作戦では、義綱軍の別働隊を率いて陸路加賀口から侵攻し、羽咋郡押水郷の坪山を占拠したが、やがて義綱方将士の離反に遭い、能登から撤退した（『自養録紙背文書』）。

## 名前について
『加能古文書』は、年不詳9月24日付の本誓寺文書にて温井続宗・三宅総広・神保総誠と連署される名を「三彦次 総賢（カ）」とし、「総賢」か「総堅」か字体が明瞭でないと付記している。その後、当人物は「三宅総賢」とされてきたが、2014年1月に発見が報道された天文17年（1548年）の銘の石塔に名前が刻まれていたことから、諱が「総堅」であることが判明した。